# 로미오×줄리엣
로미오x줄리엣은 윌리엄 셰익스피어의 유명 문학 작품 로미오와 줄리엣을 중심으로 한 일본 애니메이션이다.
감독은 카레이도 스타, 케로로 중사 등에서 작화감독을 담당했던 오이자키 후미토시로 이 작품이 감독 데뷔작에 해당한다. 각본은 드라마틱 애니메이션의 여왕이라 부를 수 있는 여성 각본가 요시다 레이코가 맡고 있으며, 특히나 가수 박정현(LENA PARK이라는 이름을 사용하고 있음)이 오프닝곡을 불렀다.

## 등장인물
- 로미오

몬태큐 집안의 아들이자 남자 주인공. 사람들을 압제하는 아버지의 방식은 틀렸다고 생각하고 있으며, 간혹 시정에 내려가 백성들의 모습을 살펴보곤 한다. 아버지가 정해준 약혼자는 있지만 줄리엣에게 첫눈에 반하게 된다.
- 줄리엣

캐플릿 집안의 외동딸이자 여주인공. 몬태규한테 괴롭힘을 당하는 사람들을 내버려두지 못하는 정의감이 넘치는 소녀이기도 하다. 실은 멸문당한 캐플릿 가의 생존자. 로미오를 보고 첫눈에 반한다.
- 오딘

줄리엣의 남장 모습.
- 프란시스코
- 큐리오
- 코딜리어

## 같이 보기
- 로미오와 줄리엣
- 윌리엄 셰익스피어